# Pedro Martínez (Granada)
Pedro Martínez é um município da Espanha na província de Granada, comunidade autónoma da Andaluzia, de área  km² com população de 1189 habitantes (2007) e densidade populacional de 9,27 hab/km².

## Demografia
| Variação demográfica do município entre 1991 e 2004 | Variação demográfica do município entre 1991 e 2004 | Variação demográfica do município entre 1991 e 2004 | Variação demográfica do município entre 1991 e 2004 |
| --------------------------------------------------- | --------------------------------------------------- | --------------------------------------------------- | --------------------------------------------------- |
| 1991                                                | 1996                                                | 2001                                                | 2004                                                |
| 1574                                                | 1523                                                | 1294                                                | 1267                                                |